# Spinout
Spinout è il 22° album in studio di Elvis Presley, pubblicato nel 1966 negli Stati Uniti, contenente la colonna sonora del film Voglio sposarle tutte, da lui interpretato.

## Produzione
Le sedute di registrazione ebbero luogo presso lo studio Radio Recorders a Hollywood il 16 e 17 febbraio 1966. Il disco raggiunse la posizione numero 18 della classifica Top Pop Albums negli Stati Uniti.

## Tracce

### Lato 1
1. Stop Look and Listen – 1:31 (Joy Byers)
2. Adam and Evil – 1:55 (Fred Wise & Randy Starr)
3. All That I Am (Registrazione: 17 febbraio 1966, N° Catal.: 47-8941b, Data di uscita: 13 settembre 1966, Posizione in classifica: 41) – 2:15 (Sid Tepper & Roy C. Bennett)
4. Never Say Yes – 1:53 (Doc Pomus & Mort Shuman)
5. Am I Ready – 2:26 (Sid Tepper & Roy C. Bennett)
6. Beach Shack – 1:48 (Bill Giant, Bernie Baum, Florence Kaye)

### Lato 2
1. Spinout (Registrazione: 17 febbraio 1966, N° Catal.: 47-8941, Data di uscita: 13 settembre 1966, Posizione in classifica: 40) – 2:32 (Ben Weisman, Dolores Fuller, Sid Wayne)
2. Smorgasbord – 2:01 (Sid Tepper & Roy C. Bennett)
3. I'll Be Back (Registrazione: 17 febbraio 1966) – 2:02 (Ben Weisman & Sid Wayne)
4. Tomorrow Is a Long Time (Registrazione: 25 maggio 1966) – 5:20 (Bob Dylan)
5. Down in the Alley (Registrazione: 25 maggio 1966) – 2:48 (Jesse Stone)
6. I'll Remember You (Registrazione: 10 giugno 1966) – 2:52 (Kui Lee)

### Ristampa in CD del 2004 (serieFollow that Dream)
1. Stop Look and Listen – 1:32
2. Adam and Evil – 1:54
3. All That I Am – 2:17
4. Never Say Yes – 1:54
5. Am I Ready – 2:26
6. Beach Shack – 1:49
7. Spinout – 2:34
8. Smorgasbord – 1:57
9. I'll Be Back – 2:05
10. Tomorrow is a Long Time – 5:26
11. Down in the Alley – 2:52
12. I'll Remember You – 4:09
13. Stop Look And Listen (Takes 1, 2, 3) – 3:43
14. Am I Ready (Take 1) – 2:28
15. Never Say Yes (Takes 1, 2) – 2:40
16. Spinout (Takes 1, 2) – 3:26
17. All That I Am (Takes 1, 2) – 3:57
18. Adam And Evil (Takes 1, 14, 16) – 5:51
19. Smorgasbord (Take 1) – 2:18
20. Beach Shack (Takes 1, 2, 3) – 3:47
21. Am I Ready (Takes 3, 4) – 2:51
22. Never Say Yes (Takes 4, 5) – 2:17
23. All That I Am (Take 4) – 2:42
24. Stop Look And Listen (Take 6) – 1:34
25. Smorgasbord (Take 5) – 2:26

## Formazione
- Elvis Presley – voce
- The Jordanaires – cori
- Boots Randolph – sassofono
- Scotty Moore, Tiny Timbrell, Tommy Tedesco – chitarra elettrica
- Floyd Cramer – pianoforte
- Charlie Hodge – pianoforte in Beach Shack
- Bob Moore – basso
- D. J. Fontana, Buddy Harman – batteria

## Curiosità
- Nel giugno del 1969, Bob Dylan rivelò alla rivista Rolling Stone che la versione di Presley della sua Tomorrow Is a Long Time inclusa in questo album, era la cover che preferiva in assoluto tra tutte quelle tratte da suoi brani.[3]